# Ética de la tecnología
La Tecnoética es un área interdisciplinar sobre todos los aspectos morales y éticos de la tecnología en la sociedad. Se basa en las teorías y métodos de varios dominios de conocimiento (como las comunicaciones, ciencias sociales, estudios de información de estudios de tecnología, la ética aplicada, y la filosofía ademas de producir un desarrollo en el mundo) para proporcionar información sobre las dimensiones morales y éticas de los sistemas y prácticas tecnológicas cuyo fin es avanzar en una sociedad moderna.
El término Tecnoética fue acuñado por Roy Ascott en 1997, una palabra-valija de techne y ética combinando la tecnología y el conocimiento.

## Problemas fundamentales
La tecnología es simplemente una herramienta, como un dispositivo o gadget, con lo que no es posible pensar que la tecnología tenga una cualidad moral o ética. Así, el fabricante de la herramienta o el usuario final serían quienes deciden la moralidad o la ética detrás de un dispositivo o gadget. "Ética de la tecnología" se refiere a dos subdivisiones básicas:
- La ética involucrada en el desarrollo de nuevas tecnologías: que sea siempre, nunca o contextualmente correcto o incorrecto inventar e implementar una innovación tecnológica.

- Las preguntas éticas que se ven exacerbadas por la forma en que la tecnología amplía o limita el poder de los individuos, y cómo se modifican las preguntas éticas estándar debido a los nuevos poderes.

En el caso anterior, la ética de cosas tales como la Seguridad informática y los virus de ordenador pregunta si el mero hecho de innovar es un acto éticamente correcto o incorrecto.  De un modo parecido,  ¿un científico tiene una obligación ética de producir o no un arma nuclear?  ¿Cuáles son las cuestiones éticas que rodean la producción de tecnologías que conservan o producen energía y recursos?  ¿Cuáles son las cuestiones éticas que rodean la invención de nuevos métodos de fabricación que podrían limitar el empleo, o podrían causar sufrimiento en el tercer mundo?
En el último caso, la ética de la tecnología se descompone en las éticas de varios esfuerzos humanos que son alterados por nuevas tecnologías.  Por ejemplo, la Bioética está ahora llena cuestiones que han sido exacerbadas por las nuevas tecnologías de conservación de la vida, clonación, e implantación.  En el ámbito legal, el derecho a la privacidad se ve continuamente atenuado por la aparición de nuevas formas de vigilancia y anonimato. Las antiguas cuestiones éticas de privacidad y libertad de expresión adquieren nuevas formas y urgencia en la era de Internet. Dispositivos de rastreo como RFID, análisis e identificación biométricos, cribado genético, todos toman antiguas cuestiones éticas y amplifican su importancia.
De esta forma, el problema fundamental es que a medida que la sociedad produce y avanza en tecnología que utilizamos en todas las áreas de nuestra vida, recibimos grandes beneficios, pero también hay costos subyacentes a estos beneficios. A medida que la tecnología evoluciona aún más, algunas de las innovaciones tecnológicas pueden ser vistas como inhumanas, mientras que esas mismas innovaciones tecnológicas pueden ser vistas por otros como creativas, cambiantes de vida e innovadoras.

## Tecnoética
La tecnoética (TE) es un área de búsqueda interdisciplinaria que recurre a teorías y métodos de múltiples ámbitos del conocimiento (como comunicaciones, estudios de información de ciencias sociales, estudios de tecnología, ética aplicada, y filosofía) para proporcionar perspectiva en aspectos éticos de las prácticas y los sistemas tecnológicos para evolucionar hacia una sociedad tecnológica.
La tecnoética ve la tecnología y la ética como dos conceptos que van de la mano, y se centra en descubrir el uso ético de la tecnología, proteger contra el uso incorrecto de la misma, e ingeniar principios comunes para guiar los nuevos avances en el desarrollo tecnológico y su aplicación para beneficiar a la sociedad. Normalmente, los académicos de la tecnoética tienden a conceptualizar tecnología y ética como dos conceptos relacionados en la vida y la sociedad. La tecnoética denota una amplia gama de debates éticos sobre la tecnología desde áreas concretas que afectan a profesionales que trabajan con tecnología, asuntos sociales, éticos, y legales relacionados con el rol de la tecnología en la sociedad y la vida diaria.
Las perspectivas tecnoéticas están constantemente en transición, debido a los avances hacia áreas nunca antes vistas por los creadores, y los cambios de uso de las nuevas tecnologías por los usuarios. No se puede separar a los humanos de estas tecnologías debido a que ya es una parte inherente de nuestra consciencia y por lo tanto, requieren un modelo ético. Las consideraciones éticas a corto y largo plazo para las tecnologías, no sólo involucran al creador y productor, sino que hacen que el usuario se cuestione sus creencias en cuanto a esta tecnología y cómo los gobiernos deben permitir, reaccionar, cambiar, y/o negar tecnologías.

## Definiciones
Utilizando teorías y métodos de múltiples ámbitos, la tecnoética proporciona perspectiva en aspectos éticos de los sistemas tecnológicos y sus prácticas, examina políticas sociales e intervenciones relacionadas con la tecnología, y proporciona directrices para el uso ético de los nuevos adelantos en tecnología. La tecnoética proporciona una teoría de sistemas y una metodología para guiar a una variedad de áreas de investigación hacia actividades y éticas humano-tecnológicas. Además, el campo une filosofías tecnocéntricas y bio-céntricas, proporcionando "nociones conceptuales para aclarar el rol de la tecnología a aquellos afectados por ella y para guiar en la solución de problemas y toma de decisiones éticas en áreas de actividad que dependen de la tecnología." Como un campo bio-tecno-céntrico, la tecnoética "tiene una orientación relacional hacia la tecnología y la actividad humana";  proporciona "un sistema de referencia ética que justifica esa profunda dimensión de la tecnología como elemento central en el logro de la perfección del hombre.'
- La ética aborda los asuntos de lo que es 'correcto', lo que es 'imparcial', y lo que es 'justo'.[5] La ética describe los principios morales que influyen en la conducta; consiguientemente, el estudio de la ética se centra en las acciones y valores de las personas en la sociedad (qué hacen las personas y cómo creen que tendrían que actuar en el mundo).
- La tecnología es la rama de conocimiento que trata la creación y uso de medios técnicos y su interrelación con la vida, la sociedad, y el entorno;  puede que haga uso de una variedad de campos, incluyendo artes industriales, ingeniería, ciencia aplicada, y ciencia pura.[6] La tecnología "es el núcleo del desarrollo humano y un foco clave para entender la vida humana, la sociedad y consciencia humana."

## Historia de la tecnoética
Aunque las consecuencias éticas de las nuevas tecnologías han existido desde el ataque de Sócrates a la escritura en el diálogo de Platón, el "Fedro", el campo formal de la tecnología ética solo ha existido durante algunas décadas. Los primeros rastros de la tecnoética se pueden ver en el pragmatismo de Dewey y Peirce. Con el advenimiento de la Revolución Industrial, era fácil ver que los avances tecnológicos iban a influir en la actividad humana. Por eso, pusieron énfasis en el uso responsable de la tecnología.
El término "tecnología ética" fue acuñado en 1977 por el filósofo Mario Bunge para describir las responsabilidades de los tecnólogos y científicos para desarrollar la ética como una rama de la tecnología. Bunge argumentó que el estado actual del progreso tecnológico estaba guiado por prácticas sin fundamentos basadas en evidencia empírica limitada y aprendizaje por ensayo y error. Reconoció que "el tecnólogo debe ser considerado responsable no solo técnicamente, sino también moralmente, por todo lo que diseña o ejecuta: sus artefactos no solo deben ser óptimamente eficientes, sino que, lejos de ser perjudiciales, deben ser beneficiosos, no solo a corto plazo, sino también a largo plazo". Reconoció una necesidad apremiante en la sociedad de crear un nuevo campo llamado 'Tecnoética' para descubrir reglas racionalmente fundamentadas para guiar la ciencia y el progreso tecnológico.
Con el aumento de los avances tecnológicos surgió la investigación tecnológica. Las visiones de la sociedad sobre la tecnología estaban cambiando; las personas se volvían más críticas con los desarrollos que estaban ocurriendo y los académicos enfatizaban la necesidad de comprender y examinar más a fondo las innovaciones. Las asociaciones estaban uniendo a académicos de diferentes disciplinas para estudiar los diversos aspectos de la tecnología. Las principales disciplinas eran la filosofía, las ciencias sociales y los estudios de ciencia y tecnología (CTS). 
Aunque muchas tecnologías ya se centraban en la ética, cada disciplina tecnológica estaba separada de las demás, a pesar del potencial de que la información se entrelazara y se reforzara a sí misma. A medida que las tecnologías se desarrollaban cada vez más en cada disciplina, sus implicaciones éticas se fueron paralelas a su desarrollo y se volvieron cada vez más complejas. Cada rama eventualmente se unió bajo el término "tecnoética", de modo que todas las áreas de la tecnología pudieran ser estudiadas e investigadas en base a ejemplos existentes del mundo real y una variedad de conocimientos, en lugar de solo conocimientos específicos de cada disciplina.

## Ética y tecnología

### Teorías éticas
La tecnoética involucra los aspectos éticos de la tecnología dentro de una sociedad que es modelada por la misma. Esto trajo una serie de cuestiones sociales y éticas con respecto a los nuevos adelantos tecnológicos y las nuevas oportunidades para cruzar fronteras. Antes de seguir adelante e intentar abordar cualquier cuestión o preocupación ética, es importante revisar las 4 teorías éticas más importantes para desarrollar una perspectiva base:
- El Utilitarismo (Bentham, J), es una teoría ética qué intenta maximizar la felicidad y reducir el sufrimiento al mayor número de personas. El utilitarismo se centró en resultados y consecuencias en vez de reglas.
- Ética de Deber (Kant), menciona las obligaciones que uno tiene con la sociedad y sigue las reglas universales de la sociedad. Se centra en la corrección de las acciones en vez de sus consecuencias, centrándose en lo que un individuo debería hacer.
- La Ética de las virtudes es otra perspectiva principal en la ética normativa. Destaca el rol y las virtudes que el carácter de un individuo contiene para ser capaz de determinar o evaluar el comportamiento ético en sociedad.
- La ética de las relaciones declara que el cuidado y la consideración derivan ambos de la comunicación humana. Por tanto, la comunicación ética es la sustancia principal para mantener relaciones sanas.[8]

### Concepción histórica de la tecnología: cuatro periodos.
1. La civilización griega definió la tecnología como techné. Techné es "el conjunto de principios o método racional involucrado en la producción de un objeto o en la realización de un fin; el conocimiento como los principios del método; el arte[9]". Esta conceptualización de la tecnología se utilizó durante el período griego y romano temprano para denotar las artes mecánicas, la construcción y otros esfuerzos para crear, en palabras de Cicerón, una "segunda naturaleza" dentro del mundo natural.[10]
2. La concepción moderna de la tecnología como invención se materializó en el siglo XVII en la visión futurista de Bacon de una sociedad perfecta gobernada por ingenieros y científicos en la Casa de Salomón, para resaltar la importancia de la tecnología en la sociedad.[11]
3. El término alemán "Technik" se utilizó en los siglos XIX y XX. Technik es la totalidad de procesos, máquinas, herramientas y sistemas empleados en las artes prácticas y la ingeniería. Webber lo popularizó cuando se usó en campos más amplios. Mumford dijo que una máquina no puede divorciarse de su patrón social más amplio, porque es el patrón el que le da sentido y propósito, y que subyacía en la civilización. Conocida como:
  1. Antes de 1750: Eotécnico
  2. De 1750 a 1890: Paleotécnico
  3. En 1890: Neoétnico.
4. Los avances rápidos en tecnología provocaron una reacción negativa por parte de los académicos que veían la tecnología como una fuerza controladora en la sociedad, con el potencial de destruir la forma en que las personas viven (Determinismo tecnológico). Heidegger advirtió a las personas que la tecnología era peligrosa en el sentido de que ejercía control sobre las personas a través de sus efectos mediadores, limitando así la autenticidad de la experiencia en el mundo que define la vida y le da sentido. Es una parte íntima de la condición humana, arraigada profundamente en toda la historia humana, la sociedad y la mente.[11]

### Desarrollos de la ética tecnológica significativos en la sociedad
Muchos avances en las últimas décadas han contribuido al campo de la tecnoética. Hay múltiples ejemplos concretos que han ilustrado la necesidad de considerar dilemas éticos en relación con las innovaciones tecnológicas. A partir de la década de 1940, influenciados por el movimiento eugenésico británico, los nazis llevaron a cabo experimentos de "higiene racial" que provocaron un sentimiento mundial generalizado en contra de la eugenesia. En la década de 1950, el primer satélite, Sputnik 1, orbitó la Tierra; la Planta de Energía Nuclear de Obninsk fue la primera central nuclear en ser inaugurada; se llevaron a cabo pruebas nucleares estadounidenses. La década de 1960 trajo el primer alunizaje tripulado, se creó ARPANET, que condujo a la posterior creación de Internet; se completó el primer trasplante de corazón y se lanzó el satélite de comunicaciones Telstar. También hubo múltiples desarrollos en las décadas de 1970, 1980, 1990, 2000 y 2010.

### Conciencia tecnológica
La conciencia tecnológica es la relación entre los seres humanos y la tecnología. Se ve a la tecnología como un componente integral de la conciencia y el desarrollo humano. La tecnología, la conciencia y la sociedad están entrelazadas en un proceso relacional de creación que es fundamental para la evolución humana. La tecnología tiene sus raíces en la mente humana y se manifiesta en el mundo en forma de nuevos conocimientos y artefactos. El proceso de conciencia tecnológica enmarca la investigación sobre la responsabilidad ética en relación con la tecnología al fundamentar la tecnología en la vida humana.
La estructura de la conciencia tecnológica es relacional pero también situacional, organizacional, aspectual e integradora. Esta sitúa nuevos conocimientos al crear un contexto de tiempo y espacio. Además, organiza secuencias desarticuladas de experiencias bajo un sentido de unidad que permite una continuidad de la experiencia. El componente aspectual de la conciencia tecnológica reconoce que los individuos solo pueden ser conscientes de aspectos de una experiencia, no de la totalidad. Por esta razón, la tecnología se manifiesta en procesos que se pueden compartir con otros.
Las características integradoras de la conciencia tecnológica son la asimilación, la sustitución y la conversación. La asimilación permite integrar experiencias desconocidas con las conocidas. La sustitución es un proceso metafórico que permite codificar y compartir experiencias complejas con otros, por ejemplo, el lenguaje. La conversación es la sensación de un observador dentro de la conciencia de un individuo, proporcionando estabilidad y un punto de vista desde el cual interactuar con el proceso.

## Tipos de éticas de la tecnología
La ética tecnológica se compone de principios que se pueden utilizar para gobernar la tecnología, incluyendo factores como la gestión del riesgo y los derechos individuales. Básicamente, se utilizan para comprender y resolver problemas morales relacionados con el desarrollo y la aplicación de diferentes tipos de tecnología.
Existen muchos tipos de éticas tecnológica:
1. Derechos de acceso: el acceso a la tecnología que empodera como un derecho.[13]
2. Responsabilidad: las decisiones tomadas sobre quién es responsable al considerar el éxito o el daño en los avances tecnológicos.[13]
3. Derechos digitales: la protección de los derechos de propiedad intelectual y los derechos de privacidad.[13]
4. Medio ambiente: cómo producir tecnología que pueda dañar el medio ambiente.
5. Riesgo existencial: las tecnologías que representan una amenaza para la calidad de vida global y la extinción.
6. Libertad: la tecnología que se utiliza para controlar una sociedad plantea preguntas relacionadas con la libertad y la independencia.
7. Salud y seguridad: los riesgos para la salud y la seguridad que aumentan y se imponen mediante tecnologías.
8. Mejora humana: la ingeniería genética humana y la integración humano-máquina.
9. Juicio humano: ¿cuándo se pueden juzgar las decisiones mediante la automatización y cuándo requieren un razonamiento humano adecuado?
10. Sobre-automatización: ¿cuándo disminuye la calidad de vida y comienza a afectar a la sociedad la automatización?
11. Principio de precaución: ¿quién decide si el desarrollo de esta nueva tecnología es seguro para el mundo?
12. Privacidad: la protección de los derechos de privacidad.
13. Seguridad: ¿se requiere diligencia debida para garantizar la seguridad de la información?
14. Tecnología automodificable: la naturaleza impredecible de ciertos tipos de inteligencia artificial con automejora recursiva.
15. Tecnología autorreplicante: ¿debería ser la autorreplicación la norma?
16. Transparencia tecnológica: explicar claramente cómo funciona una tecnología y cuáles son sus intenciones.
17. Términos de servicio: ética relacionada con los acuerdos legales.[13]
18. Registros permanente: retención de información personalmente identificable
19. Predictibilidad tecnológica: preguntas alrededor de los algoritmos e inteligencias artificiales que los humanos pueden ver como muy impredecibles y crípticas.
20. Proliferación tecnológica: ética, gobierno y gestión de riesgos que tienden a tardarse con respecto a la proliferación de una nueva tecnología[13]

### Retos éticos
Los retos éticos surgen en muchas situaciones diferentes:
- Procesos de conocimiento humano.
- Discriminación en el espacio de trabajo.
- Equilibrio de vida distendido en entornos de trabajo mejorados tecnológicamente
- Brecha digital: desigualdades en el acceso a la información para partes de la población
- Oportunidades desiguales para el desarrollo científico y tecnológico.
- Norris dice que el acceso a la información y recursos dentro de una sociedad de conocimiento tienden a favorecer a los económicamente privilegiados que tienen mayor acceso a herramientas tecnológicas necesarias para acceder a información y recursos de conocimiento diseminados en línea y la privatización de conocimiento.[15]
- Desigualdad espacial en cuanto a cómo el conocimiento científico y tecnológico está siendo desarrollado globalmente. Los países en desarrollo no tienen las mismas oportunidades que los países desarrollados para invertir en costosas búsquedas de gran escala, instalaciones e instrumentación
- Asuntos de responsabilidad y obligaciones organizativas
- Asuntos de propiedad intelectual[16]
- Sobrecarga informativa: la teoría de procesamiento de la Información es una memoria trabajadora que tiene una capacidad limitada y demasiada información puede llevar a una sobrecarga cognitiva dando lugar a la pérdida de información de memoria de plazo corto
- Limitación en la capacidad de una organización a innovar y responder al cambio
- Entrelazamiento de la sociedad de conocimiento con la tecnología que cambia, requiriendo habilidades nuevas de personal:
  - Cutler dice que existe la percepción de que los trabajadores más viejos carecen de experiencia con tecnología nueva y que los programas de conservación pueden ser menos eficaces y más caros para éstos.
  - Cascio dice que hay un crecimiento de organizaciones virtuales.
  - Saetre y Sornes afirman que la difuminación de los límites tradicionales de tiempo y espacio también ha dado lugar a muchos casos de difuminación entre el trabajo y la vida personal.[17]
- Impactos negativos que muchas innovaciones científicas y tecnológicas tienen en los humanos y el entorno han generado escepticismo y resistencia a la creciente dependencia de la tecnología dentro de la sociedad de conocimiento. Doucet pide al empoderamiento de las ciudades que tengan el valor y la visión para tomar decisiones que sean aceptables para sus habitantes en vez de sucumbir al capitalismo global y las fuerzas de empresas internacionales en gobiernos nacionales y locales.[17]
- Innovaciones científicas y tecnológicas que han transformado la vida organizativa dentro de una economía global también han suplantado la autonomía y el control humanos en el trabajo dentro de un entorno de trabajo tecnológicamente orientado
- El potencial persuasivo de la tecnología levanta la cuestión de "cómo de susceptibles deberían ser los diseñadores y programadores con respecto a las ética de la tecnología que diseñan."[18] La tecnoética puede servir para determinar el nivel de responsabilidad ética que tendría que estar asociada a los resultados del uso de la tecnología, ya sea intencionado o no.
- La vida organizativa que cambia con rapidez y la historia de prácticas empresariales no éticas han dado lugar a debates públicos con respecto a la confianza y responsabilidades organizativas. La llegada de organizaciones virtuales y el Teletrabajo ha respaldado problemas éticos proporcionando más oportunidades para el comportamiento fraudulento y la producción de información incorrecta. Los esfuerzos concertados son requeridos para sostener los valores éticos del nuevo conocimiento avanzado y las herramientas dentro de relaciones sociales que no excluyen a personas o limitan las libertades de algunas personas a expensas de otras.[17]
- Inteligencia Artificial: La Inteligencia artificial parece ser uno de los desafíos más discutidos cuando se trata de ética. Para evitar estos desafíos éticos, se han establecido algunas soluciones:
  - Debe ser desarrollada para el bien común y el beneficio de la humanidad.[19]
  - Debe operar sobre principios de inteligibilidad y equidad.[19]
  - Se debe evitar que se utilice para disminuir los derechos de datos o la privacidad de individuos, familias o comunidades.[19]
  - Todos los ciudadanos deberían tener el derecho de ser educados en inteligencia artificial para poder entenderla.[19]
  - Por último, el poder autónomo de dañar, destruir o engañar a los seres humanos nunca debe ser otorgado a la inteligencia artificial.[19]

### Asuntos actuales

#### Copyright
El copyright digital es un tema complicado debido a la cantidad de sujetos que forman parte de la discusión. Encontramos consideraciones éticas en torno al artista, productor, usuario final, y al país. Sin mencionar las relaciones con otros países y el impacto por el uso (o no uso) de contenido alojado en sus países.
En Canadá, las leyes nacionales como la Ley de Derechos de Autor y la historia detrás del Proyecto de Ley C-32, son solo el comienzo del intento del gobierno de dar forma al "lejano oeste" de las actividades en Internet en Canadá.
Por otro lado, en España con el Real Decreto 1/1996, del 12 de abril se aprueba la Ley de Propiedad Intelectual, donde se sientan las bases de la propiedad intelectual, los derechos de autor, divulgación y publicación.
Las consideraciones éticas detrás de actividades de Internet tales como la compartición de archivos implican a todos los participantes de la discusión – el consumidor, el artista, el productor, la industria, el gobierno nacional, y las relaciones internacionales. En general, la ética tecnológica obliga a adoptar un enfoque de "imagen completa" en todas las discusiones sobre tecnología en la sociedad. Aunque lleva tiempo, este enfoque brinda cierto nivel de garantía al considerar que cualquier ley promulgada podría alterar drásticamente la forma en que interactuamos con nuestra tecnología y, por lo tanto, la dirección del trabajo y la innovación en el país.
El uso de material con copyright para crear contenido nuevo es un tema muy debatido. La aparición del género musical "mash-up" ha complicado el problema de las licencias creativas. Se crea un conflicto moral entre aquellos que creen que el copyright protege cualquier uso no autorizado de contenido, y aquellos que mantienen que el sampling y los mash-ups son estilos musicales aceptables, y aunque usen partes de materiales con copyright, el resultado es una nueva pieza creativa propiedad del creador, y no del titular de los derechos de autor original. Si se debería permitir que el género mashup utilice partes de material protegido por derechos de autor para crear nuevo contenido es un tema que actualmente se encuentra en debate.

#### Cibercriminalidad
El ciberdelito incluye muchas subcategorías. El robo cibernético, como el fraude en línea, el robo de identidad y la piratería digital, puede ser clasificado como un sector. Otra sección del cibercrimen puede incluir la ciber-violencia, que se puede definir como comportamiento en línea que va desde discursos de odio, acoso, ciberacoso hasta comportamientos que conducen a agresiones físicas, psicológicas o emocionales contra el bienestar de un individuo. La obscenidad cibernética es otra sección cuando están involucrados materiales de explotación sexual infantil. El intrusismo cibernético ocurre cuando se accede sin autorización a un sistema informático. De esta forma, el cibercrimen puede abarcar muchas otras secciones donde se utilizan tecnología y computadoras para ayudar y cometer diversas formas de delitos.
Sobre todo en las últimas décadas, las nuevas tecnologías han ocupado un lugar importante en la vida social, cultural, política y económica. Gracias a la democratización del acceso a la informática y la globalización de la red, el número de intercambios y transacciones está en constante progreso.
En el artículo "La oscura realidad del delito cibernético: ¿Está escondiendo el ciberespacio una ola de crimen?", los autores analizan evidencia que revela que las tasas de criminalidad cibernética aumentan a medida que los delitos callejeros típicos disminuyen gradualmente. Con esto, es imperativo investigar más información sobre cómo aumentar la ciberseguridad. El problema con el aumento de la ciberseguridad es que cuantas más leyes se creen para proteger a las personas, más amenazados se sentirán los ciudadanos de que se comprometa su libertad. Una forma de evitar que las personas se sientan amenazadas por todas las medidas y protocolos de seguridad es ser lo más claros y directos posible. Gregory Nojeim en su artículo "Ciberseguridad y libertad en Internet" afirma: "La transparencia en el programa de ciberseguridad generará la confianza y la confianza que son esenciales para la industria y el apoyo público a las medidas de ciberseguridad". Es importante crear leyes éticas que protejan la privacidad, la innovación y la libertad de los consumidores.
Se están aprovechando las facilidades y el anonimato que ofrecen las tecnologías modernas para cometer múltiples actividades delictivas. El cibercrimen es una de las áreas de delito de mayor crecimiento. El problema es que algunas leyes que pretenden proteger a las personas de aquellos que harían cosas incorrectas a través de medios digitales también amenazan con quitar la libertad de las personas. Una forma de evitar que la gente se sienta amenazada por todas las medidas y protocolos de seguridad, es ser lo más claro y directo posible.

#### Privacidad vs. seguridad: escáneres de cuerpo completo en aeropuertos
Desde la introducción de los escáneres de rayos X de cuerpo completo en los aeropuertos en 2007, han surgido muchas preocupaciones sobre la privacidad de los viajeros. Se les pide a las personas que entren en una máquina rectangular que toma una imagen de longitud de onda alternativa del cuerpo desnudo de la persona con el propósito de detectar objetos metálicos y no metálicos que se llevan debajo de la ropa del viajero. Esta tecnología de escaneo se presenta en dos formas: tecnología de ondas milimétricas (tecnología MM-wave) o rayos X retrodispersos (similares a los rayos X utilizados por los dentistas). Los escáneres de cuerpo completo se introdujeron en los aeropuertos para aumentar la seguridad y mejorar la calidad de la detección de objetos como armas o explosivos debido al aumento de los ataques terroristas en aviones que ocurrieron a principios de la década de 2000.
Las preocupaciones éticas tanto de los viajeros como de los grupos académicos incluyen el temor a la humillación debido a la revelación de detalles anatómicos o médicos, la exposición a niveles bajos de radiación, la violación de la modestia y la privacidad personal, la claridad de los procedimientos operativos, el uso de esta tecnología para discriminar a grupos y el posible mal uso de esta tecnología con fines distintos a la detección de objetos ocultos. Además, las personas con creencias religiosas que requieren que se mantengan físicamente cubiertas (brazos, piernas, rostro, etc.) en todo momento no podrán ni estarán moralmente en contra de ingresar a esta tecnología de escaneo virtualmente intrusiva.

#### Privacidad y tecnologías de geolocalización
El discurso en torno a los dispositivos de seguimiento GPS y las tecnologías de geolocalización, y las ramificaciones éticas de esta tecnología contemporánea en la privacidad, está creciendo a medida que la tecnología se vuelve más prevalente en la sociedad.
Se discutieron en el editorial del New York Times el 22 de septiembre de 2012 las ramificaciones éticas que llevaron a la detención de un delincuente de drogas porque la tecnología GPS en su teléfono celular permitió localizar la posición del delincuente. Ahora que la mayoría de las personas llevan consigo un celular, las autoridades tienen la capacidad de conocer constantemente la ubicación de una gran mayoría de ciudadanos. La discusión ética ahora puede enmarcarse desde una perspectiva legal. Como se plantea en el editorial, hay infracciones evidentes en relación con estos dispositivos de geolocalización y la Cuarta Enmienda estadounidense de los ciudadanos y su protección contra búsquedas irrazonables. Este problema no se limita solo a Estados Unidos, sino que afecta a estados democráticos que defienden derechos y libertades similares de los ciudadanos contra búsquedas irrazonables.
Estas tecnologías de geolocalización no solo están afectando la forma en que los ciudadanos interactúan con su Estado, sino también la forma en que los empleados interactúan con sus lugares de trabajo. Como se discute en un artículo de la Canadian Broadcasting Company titulado "GPS y privacidad", un número creciente de empleadores están instalando tecnologías de geolocalización en "vehículos de la empresa, equipos y teléfonos celulares" (Hein, 2007). Tanto la academia como los sindicatos encuentran que estos nuevos poderes de los empleadores contradicen indirectamente las libertades civiles. Esta cambiante relación entre empleado y empleador debido a la integración de la tecnología GPS en la sociedad popular está demostrando una discusión ética más amplia sobre los niveles adecuados de privacidad. Esta discusión solo se volverá más prevalente a medida que la tecnología se vuelva más popular.
En España, la Ley Orgánica 3/2018, de 5 de diciembre, de Protección de Datos Personales y garantía de los derechos digitales dice lo siguiente:
Artículo 90: Derecho a la intimidad ante la utilización de sistemas de geolocalización en el ámbito laboral.
1. Los empleadores podrán tratar los datos obtenidos a través de sistemas de geolocalización para el ejercicio de las funciones de control de los trabajadores o los empleados públicos previstas, respectivamente, en el artículo 20.3 del Estatuto de los Trabajadores y en la legislación de función pública, siempre que estas funciones se ejerzan dentro de su marco legal y con los límites inherentes al mismo.
2. Con carácter previo, los empleadores habrán de informar de forma expresa, clara e inequívoca a los trabajadores o los empleados públicos y, en su caso, a sus representantes, acerca de la existencia y características de estos dispositivos. Igualmente deberán informarles acerca del posible ejercicio de los derechos de acceso, rectificación, limitación del tratamiento y supresión.
También es importante mencionar que en el RGPD (Reglamento General de Protección de Datos) se establece que “el usuario ha de tener información relevante sobre la accesibilidad por terceros a sus datos personales y sobre el momento en que esta se está produciendo” De esta forma, entendemos que es importante que el usuario esté adecuadamente informado y comprenda las consecuencias, en lo que a su privacidad, derechos y libertades se refiere.

#### Organismos modificados genéticamente
Los alimentos genéticamente modificados se han vuelto bastante comunes en los países desarrollados de todo el mundo, presumiendo de mayores rendimientos, mayor valor nutricional y mayor resistencia a las plagas, pero aún existen muchas preocupaciones éticas con respecto a su uso. Incluso los cultivos genéticamente modificados comunes como el maíz plantean preguntas sobre las consecuencias ecológicas de la polinización cruzada no deseada, la posible transferencia horizontal de genes y otras preocupaciones de salud imprevistas para humanos y animales.
Los organismos con marcas registradas como los "GloFish" son un fenómeno relativamente nuevo. Estos peces, genéticamente modificados para aparecer en varios colores fluorescentes y vendidos como mascotas en Estados Unidos, podrían tener efectos imprevistos en los entornos de agua dulce si alguna vez se reprodujeran en estado salvaje.
Si reciben la aprobación de la Administración de Alimentos y Medicamentos de Estados Unidos (FDA), pronto podría llegar otro tipo de pez. El "salmón AquAdvantage", modificado genéticamente para alcanzar la madurez en aproximadamente 18 meses (en comparación con tres años en la naturaleza), podría ayudar a satisfacer la creciente demanda mundial. La preocupación más importante es que este escenario destaca el impacto económico potencial que un nuevo producto puede tener. La FDA realiza un análisis de impacto económico para evaluar, por ejemplo, las consecuencias que estos nuevos peces genéticamente modificados pueden tener en la industria tradicional de pesca de salmón en comparación con la ganancia a largo plazo de una fuente de salmón más barata y abundante.
Estas evaluaciones tecnoéticas, con las que las organizaciones reguladoras se enfrentan cada vez más en todo el mundo, son de vital importancia para determinar cómo se manejarán los organismos modificados genéticamente en el futuro.

#### Periodismo ciudadano
El periodismo ciudadano es un concepto que describe a los ciudadanos que desean actuar como periodistas al "recopilar, informar, analizar y difundir noticias e información".
Según Jay Rosen, los periodistas ciudadanos son "las personas anteriormente conocidas como audiencia", que "estaban en el extremo receptor de un sistema mediático que funcionaba en una dirección, en un patrón de difusión, con altas barreras de entrada". "Las personas anteriormente conocidas como audiencia simplemente son el público más real, menos ficticio, más capaz y menos predecible".
Internet ha proporcionado a la sociedad un espacio público moderno y accesible. Debido a la apertura de Internet, se han producido efectos perceptibles en la profesión tradicional del periodismo. Aunque el concepto de periodismo ciudadano es antiguo, "la presencia de contenido de periodismo ciudadano en línea en el mercado puede contribuir a la diversidad de información a la que los ciudadanos tienen acceso al tomar decisiones relacionadas con el bienestar de su comunidad o su vida". La aparición del periodismo ciudadano en línea se ve impulsada por el creciente uso de redes sociales para compartir información sobre eventos y problemas actuales a nivel local, nacional e internacional.
La naturaleza abierta e instantánea de Internet afecta los criterios de calidad de la información en la web. No se instala un código de ética periodística para aquellos que practican el periodismo ciudadano. Los periodistas, ya sean profesionales o ciudadanos, han tenido que adaptarse a las nuevas prioridades de las audiencias actuales: accesibilidad, cantidad de información, entrega rápida y atractivo estético. Por lo tanto, la tecnología ha afectado el código ético de la profesión periodística con las populares cualidades de compartir de forma gratuita e instantánea en Internet. Los periodistas profesionales han tenido que adaptarse a estas nuevas prácticas para asegurarse de que se distribuya una información veraz y de calidad. El concepto puede ser visto como un gran avance en la forma en que la sociedad se comunica de manera libre y abierta, o puede ser visto como una contribución al deterioro de las prácticas periodísticas y los códigos de ética tradicionales.
Otros aspectos a considerar:
- Preocupaciones sobre la privacidad: los servicios de ubicación en los dispositivos móviles que revelan la ubicación de una persona si deciden activar esta función, las redes sociales, la banca en línea, las nuevas capacidades de los dispositivos móviles, Wi-Fi, etc.
- Nuevas tecnologías musicales: hoy en día se ve más música electrónica con la nueva tecnología capaz de crearla, así como una tecnología de grabación más avanzada.[34]

### Desarrollos recientes
Recientemente la tecnoética se ha institucionalizado y reconocido como un importante campo de investigación interdisciplinaria. En 1998, la Fundación Epson fundó el Instituto de Tecnoética en España bajo la dirección de Josep Esquirol. Este instituto ha promovido activamente la investigación en tecnoética a través de premios, conferencias y publicaciones. Esto ayudó a fomentar trabajos académicos para una audiencia mayoritariamente europea.
El principal impulsor para el surgimiento de la tecnoética se puede atribuir a la publicación de importantes obras de referencia disponibles en inglés y circuladas a nivel global. La "Enciclopedia de Ciencia, Tecnología y Ética" incluyó una sección sobre tecnoética, lo que contribuyó a su reconocimiento en la filosofía mainstream. Esto ayudó a generar mayor interés y condujo a la publicación del primer volumen de referencia en inglés dedicado al campo emergente de la tecnoética: El manual Handbook of Research on Technoethics explora las complejas conexiones entre la ética y el surgimiento de nuevas tecnologías. Esta importante recopilación actualizada proporciona el primer examen exhaustivo de la tecnoética y sus diversas ramas realizado por más de 50 académicos de todo el mundo. El surgimiento de la tecnoética puede ser contrastado con una serie de otras áreas innovadoras interdisciplinarias de investigación que han surgido en los últimos años, como la tecnociencia y la tecnocrítica.

#### Tecnología y ética en la industria musical
Con todos los avances que hemos tenido en tecnología, se han creado tanto aspectos positivos como negativos para la industria musical. Una preocupación principal es la piratería y la descarga ilegal; con todo lo que está disponible a través de internet, mucha música (programas de televisión y películas también) se ha vuelto fácilmente accesible para descargar y subir de forma gratuita. Esto crea nuevos desafíos para los artistas, productores y leyes de derechos de autor.
Los avances positivos que ha traído para la industria son un nuevo género de música. Las computadoras se utilizan para crear música electrónica, así como sintetizadores. Este tipo de música se está volviendo rápidamente más común y escuchada. Estos avances han permitido a la industria probar cosas nuevas y realizar nuevas exploraciones.
Debido a que internet no está controlado por un poder centralizado, los usuarios pueden mantener el anonimato y encontrar lagunas para evitar consecuencias por el uso de tecnología. La red de igual a igual permite a los usuarios conectarse a una red informática y comerciar libremente canciones. Muchas compañías, como Napster, se han aprovechado de esto porque la protección de la propiedad intelectual es muy complicada en internet. La música digital descargable se ha convertido en una amenaza grave para las grandes compañías discográficas. Las tecnologías de música digital asociadas han cambiado enormemente las dinámicas de poder para las grandes compañías discográficas, los consumidores de música y los artistas. Este cambio en las dinámicas de poder no solo ha brindado más oportunidades para los sellos discográficos independientes, sino que también ha reducido los costos para la música.
El entorno digital en la industria musical siempre está evolucionando. La industria está comenzando a adaptarse al entorno digital y a las disminuciones en el rendimiento comercial mediante la distribución y ventas en línea; aprovechando eventos de visibilidad para el impulso de ventas; nuevas capacidades para la gestión de artistas en la era digital y aprovechando comunidades en línea para influir en el desarrollo de productos, entre otros. Estas nuevas capacidades y nuevos desarrollos necesitan regulaciones sólidas de propiedad intelectual para proteger a los artistas.
La tecnología es un pilar en la industria musical; por lo tanto, es imperativo contar con una sólida ética tecnológica. Las protecciones de derechos de autor y la legislación ayudan a los artistas a registrar su música y proteger su propiedad intelectual. La protección de la propiedad intelectual en la industria musical se vuelve complicada cuando las empresas musicales están en proceso de incorporar nuevas tecnologías y metodologías, lo que obliga a las empresas a ser innovadoras y actualizar los estándares de la industria.

#### Tecnología y ética durante la pandemia de coronavirus
Hasta el 20 de abril de 2020, ha habido más de 43 aplicaciones de rastreo de contactos disponibles a nivel mundial. Los países crearon sus propios métodos de rastreo digital del estado del coronavirus (síntomas, casos confirmados, exposición). Apple y Google trabajaron juntos en una solución compartida que ayuda en el rastreo de contactos en todo el mundo. Dado que se trataba de una pandemia global sin fin a la vista, la restricción de algunos derechos y libertades fundamentales se vio como éticamente justificable. Podía ser poco ético no utilizar estas soluciones de rastreo para frenar la propagación.
La Convención Europea de Derechos Humanos, el Pacto Internacional de Derechos Civiles y Políticos de las Naciones Unidas y los Principios Siracusa de las Naciones Unidas indicaron cuándo sería ético restringir los derechos de la población para prevenir la propagación de enfermedades infecciosas. Los tres documentos citan que las circunstancias para restringir los derechos deben estar limitadas en el tiempo, cumplir con los estándares de necesidad, proporcionalidad y validez científica. Debemos evaluar si la gravedad de la situación justifica el impacto negativo potencial, si la evidencia muestra que la tecnología funcionará, es oportuna, será adoptada por suficientes personas y produce datos e información precisos, y evaluar si la tecnología será solo temporal. Estos tres documentos también brindan pautas sobre cómo desarrollar y diseñar tecnologías de manera ética. Las pautas de desarrollo y diseño son importantes para que sean efectivas y por razones de seguridad.
El desarrollo de la tecnología ha mejorado la capacidad de obtener, rastrear y compartir datos. Los gobiernos de todo el mundo han movilizado la tecnología para combatir el problema del Covid-19, lo que ha generado atención sobre varios problemas éticos. Los gobiernos han implementado tecnologías como los metadatos de teléfonos inteligentes,  y aplicaciones de Bluetooth para rastrear contactos y notificar al público cualquier información importante. Esto plantea implicaciones para la privacidad, ya que las tecnologías como los metadatos tienen la capacidad de rastrear cada movimiento de una persona.
El aumento de las tecnologías de vigilancia por parte de los gobiernos para rastrear a las personas plantea muchas preguntas sobre preocupaciones éticas. A medida que continuaron los confinamientos y los protocolos de Covid, el enfoque en proteger la salud pública pudo entrar en conflicto con la autonomía individual.
Aunque estos muchos organismos gubernamentales pudieron considerar ético el rastreo de contactos, todas esas aplicaciones de rastreo de contactos tuvieron un costo. Recopilaron datos personales sensibles, incluidos datos de salud. Así, incluso si estas aplicaciones se utilizaban solo temporalmente, almacenaron registros permanentes de salud, movimientos e interacciones sociales. No solo debemos considerar las implicaciones éticas de almacenar su información personal, sino que también debemos tener en cuenta la accesibilidad y la alfabetización digital de los usuarios. No todos tienen acceso a un teléfono inteligente o un teléfono celular. Si desarrollamos aplicaciones para teléfonos inteligentes, dejamos de lado una gran parte de los datos de coronavirus.
Si bien pudo ser necesario utilizar la tecnología para frenar la propagación del coronavirus, los gobiernos debieron diseñar e implementar la tecnología de una manera que no socavara la confianza pública. Existe una línea muy fina entre salvar vidas y posiblemente dañar los derechos y libertades fundamentales de los individuos.

#### Inteligencia Artificial
La inteligencia artificial abarca una amplia gama de tecnologías que se ocupan de construir máquinas inteligentes y procesar datos para que las tareas puedan ser realizadas por máquinas y software en lugar de humanos. La IA puede resultar beneficiosa para la vida humana, pero también puede volverse invasiva y peligrosa rápidamente.
Los cambios en la IA son difíciles de anticipar y entender, como el espionaje de los empleadores a los trabajadores, el reconocimiento facial, los videos manipulados, etc. Los algoritmos utilizados para implementar la tecnología pueden resultar sesgados, lo cual puede tener efectos perjudiciales en las personas. Por ejemplo, en la tecnología de reconocimiento facial, se puede demostrar que la IA está sesgada hacia diferentes grupos étnicos y raciales. Estos desafíos tienen implicaciones sociales, raciales, éticas y económicas.
La inteligencia artificial parece ser uno de los grandes desafíos cuando se trata de ética. Para evitar estos desafíos “éticos” se han establecido algunas soluciones. En primer lugar y para la mayoría, debe desarrollarse para el bien común y para el beneficio de la humanidad. En segundo lugar, debe operar sobre los principios de inteligibilidad y equidad. Tampoco debe usarse para disminuir los derechos de datos o la privacidad de individuos, familias o comunidades. También se cree que todos los ciudadanos deben tener derecho a ser educados en inteligencia artificial para poder entenderla. Finalmente, el poder autónomo de lastimar, destruir o engañar a los humanos nunca debe conferirse a la inteligencia artificial.

### Desarrollos futuros
El futuro de la tecnoética es prometedor, pero también está en constante evolución. Los estudios sobre la tecnología en entornos laborales son una tendencia en evolución en la tecnoética. Con la constante evolución de la tecnología y las innovaciones que surgen a diario, la tecnoética se presenta como un marco guía bastante prometedor para las evaluaciones éticas de las nuevas tecnologías. A continuación, se enumeran algunas de las preguntas sobre tecnoética y el entorno laboral que aún no se han examinado y tratado:
- ¿Son innecesarias las contramedidas organizacionales a la vigilancia al estas invadir la privacidad de los empleados?
- ¿Las cámaras de vigilancia y los dispositivos de monitoreo informático son métodos invasivos que pueden tener repercusiones éticas?
- ¿Deben las organizaciones tener el derecho y el poder de imponer consecuencias?[46]

#### Deepfakes
Los deepfakes son una forma de medios en la cual una imagen o vídeo existente es reemplazado o alterado por alguien más. La alteración puede incluir la creación de contenido falso, publicidad engañosa, engaños y fraudes financieros. Esta tecnología puede utilizar aprendizaje automático o inteligencia artificial. De esta forma, plantean un dilema ético debido a lo accesibles que son y las implicaciones que pueden tener en la integridad de los espectadores.
Los deepfakes cuestionan el desafío de la confiabilidad de la experiencia visual y pueden generar consecuencias negativas. Contribuyen al problema de las fake news al permitir la creación o manipulación más extendida de medios que pueden ser utilizados deliberadamente con fines de desinformación.
Existen cuatro categorías de deepfakes:
- Deepfake pornográfico
- Campañas políticas de deepfake
- Deepfake con fines comerciales
- Deepfakes creativos.[47]

Los deepfakes tienen muchos efectos perjudiciales, como el engaño, la intimidación, la información perjudicial y el daño a la reputación:
- El engaño lleva a los espectadores a sintetizar una forma de realidad que no existía antes y pueden considerarla como metraje real. El contenido puede ser dañino dependiendo de su naturaleza.
- La información perjudicial puede incluir información fraudulenta de votantes, información de candidatos, fraudes monetarios, etc.
- La intimidación puede ocurrir al dirigirse a cierta audiencia con amenazas perjudiciales para generar miedo. Un ejemplo de intimidación puede ser la pornografía de venganza mediante deepfakes, lo cual también se relaciona con el daño a la reputación.

La accesibilidad de los deepfakes también plantea dilemas éticos, ya que se pueden obtener a través de aplicaciones libres y públicas como FakeApp, Zao o Impressions.
En 2018 se presentó la Ley de Prohibición de Deepfakes Maliciosos en Estados Unidos para proteger a aquellos que puedan resultar perjudicados por estos. Los delitos pueden dar lugar a enjuiciamientos por acoso o condenas a prisión. Aunque puede haber acciones legales contra los deepfakes, se vuelven cada vez más difíciles de tomar debido a que muchas partes están involucradas en su desarrollo. Las diferentes partes de un deepfake, como el desarrollador del software, la aplicación para la amplificación, el usuario del software, etc., pueden dificultar el enjuiciamiento de individuos por el uso de estas herramientas.

#### La Organización de las Naciones Unidas para la Educación, la Ciencia y la Cultura (UNESCO)
La Unesco es una agencia especializada intergubernamental de las Naciones Unidas que se enfoca en la promoción de la educación, la cultura, las ciencias sociales y naturales, y la comunicación y la información. En el futuro, se analizará el uso de los principios expresados en la Declaración Universal sobre Bioética y Derechos Humanos de la UNESCO (2005) para ampliar la descripción del razonamiento bioético (Adell y Luppicini, 2009).

#### Datos de los usuarios
En un mundo digital, gran parte de la vida personal de los usuarios se almacena en dispositivos como computadoras y teléfonos inteligentes, y confiamos en las compañías en las que almacenamos nuestra información para que cuiden nuestros datos. Un tema de discusión con respecto a la ética de la tecnología es cuántos datos realmente necesitan estas compañías y qué hacen con ellos. Otra preocupación importante es la seguridad de nuestros datos personales y la privacidad, ya sea que se filtren de manera intencional o no.
Los datos de los usuarios han sido uno de los temas principales en cuanto a ética, ya que las empresas y entidades gubernamentales cada vez tienen acceso a la información de miles de millones de usuarios. ¿Por qué las empresas necesitan tantos datos de sus usuarios y están los usuarios conscientes de que se está rastreando su información?.
En la actualidad, algunos sitios web, dispositivos y aplicaciones preguntan a los usuarios si se les permite rastrear su actividad en diferentes aplicaciones, con la opción de declinar. Antes, la mayoría de las empresas no preguntaban ni notificaban a los usuarios que se rastrearía su actividad en las aplicaciones. 
A lo largo de los años, las empresas han enfrentado un número creciente de hackeos de datos en los que se han filtrado datos de los usuarios, como tarjetas de crédito, números de seguridad social, números de teléfono y direcciones. Asimismo, usuarios de redes sociales como Snapchat y Facebook han recibido llamadas de estafadores después de que hackeos de datos recientes revelaran los números de teléfono de los usuarios. La filtración más reciente que afectó a Facebook expuso a más de 533 millones de usuarios de Facebook de 106 países, incluidos 32 millones de usuarios solo en Estados Unidos. El tipo de información filtrada incluía números de teléfono de usuarios, ID de Facebook, nombres completos, ubicaciones, fechas de nacimiento, biografías y direcciones de correo electrónico.
Las grandes empresas comparten constantemente los datos de sus usuarios. En 2018, el gobierno de Estados Unidos tomó medidas enérgicas contra Facebook por vender datos de usuarios a otras empresas después de declarar que había hecho inaccesibles los datos en cuestión. Uno de esos casos fue un escándalo relacionado con Cambridge Analytica, en el que Facebook vendió datos de usuarios a la empresa sin el consentimiento de los usuarios cuyos datos estaban siendo accedidos. Luego, los datos se utilizaron para varios fines políticos, como la votación del Brexit y las elecciones presidenciales de Estados Unidos de 2016. 
Además de influir en las elecciones políticas, el robo de datos de las personas puede tener consecuencias graves a nivel individual. En algunos casos, los hackers pueden vulnerar sitios web o negocios que tienen información identificativa de una persona, como su número de tarjeta de crédito, número de teléfono móvil y dirección, y subirla a la web oscura para venderla si deciden no utilizarla con fines delictivos propios.

#### Drones (Vehículos Aéreos No Tripulados)
En el libro "Society and Technological Change" de Rudi Volti, el autor comenta sobre los vehículos aéreos no tripulados, también conocidos como UAVs o drones. Anteriormente utilizados principalmente como tecnología militar, estos se están convirtiendo en herramientas cada vez más accesibles para la persona común en actividades como la fotografía. Según el autor, esto también puede generar preocupación en cuanto a la seguridad y privacidad, ya que estas herramientas permiten un acceso más fácil a personas con intenciones maliciosas para espiar.
Fuera de áreas públicas, los drones también pueden ser utilizados para espiar a personas en entornos privados, incluso en sus propias casas. En un artículo de today.com, el autor escribe sobre personas que utilizan drones para grabar videos y tomar fotografías de individuos en sus momentos más privados, incluso en la intimidad de sus hogares.
Desde una perspectiva ética, los drones presentan una multitud de problemas éticos, muchos de los cuales están determinando las políticas legales actuales. Algunas áreas incluyen el uso ético militar de drones, el uso no militar privado por aficionados para la fotografía o el posible espionaje, el uso de drones en campañas políticas como una forma de difundir mensajes de campaña, el uso de drones en el sector empresarial privado como medio de entrega y el uso ético del espacio aéreo ya sea público o privado.

## La ética del diseño en la tecnología (Ethics by Design)
Actualmente la comunidad científica está muy interesada en la inteligencia artificial (IA) y el desarrollo de programas y agentes autónomos; aun así, estos son a menudo propensos al sesgo, a una amplia explotación de los datos personales y a su utilización de manera indebida. Es por eso que esta comunidad, así como muchos gobiernos nacionales, están actualmente buscando métodos de regulación de la IA. Los cuales pueden ser aplicados a partir de la legislación y las normas, o de la llamada "ética del diseño" o "Ethics by Design".
Así pues, la "ética del diseño" defiende la dotación a los agentes autónomos de sistemas y algoritmos capaces de razonar sobre aspectos éticos; así como el establecimiento de métodos, herramientas y formalismos para garantizar que el comportamiento de estos se mantenga dentro de unos límites morales fijados. Aun así, y como se comenta en el artículo Ethics by Design: necessity or curse?, en este contexto surgen muchas preguntas: ¿cómo y hasta qué punto los agentes pueden entender la realidad social en que actúan y las otras inteligencias, como el animal y la humana, con las cuales conviven?, ¿cuáles son las preocupaciones éticas de las nuevas sociedades emergentes y cómo se puede asegurar que estas se mantengan en las interacciones y decisiones de los agentes autónomos? Pero, en general, la pregunta central es: ¿se puede y se tendrían que construir agentes éticamente conscientes?
Estas cuestiones éticas, legales y sociales (ELSA) planteadas sobre la inteligencia artificial, robótica y los sistemas autónomos, han generado recientemente un fuerte interés en la comunidad desarrolladora de estas tecnologías. Se plantean temas que pueden dignos de importantes debates éticos, y por tanto, son una fuente de la cual surgen los planteamientos e inquietudes de "la ética del diseño". Se cuestiona el futuro de la privacidad y protección de datos, la vigilancia, la interacción con personas vulnerables, la dignidad humana, la toma de decisiones autónomas, la responsabilidad moral y legal de los robots, la imitación de seres vivos y humanos, etc.
"La ética del diseño" requiere pues un cambio de mentalidad de los investigadores y desarrolladores de la IA. De este modo se quiere establecer como objetivo principal, garantizar la confianza al usuario; en lugar de intentar mejorar el rendimiento, utilizando algoritmos eficientes pero muy opacos. De esta manera, desde varios sectores, se considera que la prioridad en el desarrollo de la IA, tiene que ser la mejora de métodos que permitan inspeccionar los algoritmos y sus resultados y, cuestionar su sistema de razonamiento. Además, requiere que se garanticen mecanismos transparentes con la gestión y procedencia de los datos, permitiendo así la investigación de los algoritmos y de su orientación en la toma de decisiones. De este modo se quiere conseguir que la IA proporcione un servicio de bien social.
Aun así, y a pesar de los beneficios que puede aportar la "ética del diseño" a la inteligencia artificial, se plantean muchas preguntas alrededor de la viabilidad y conveniencia de que estos agentes tomen acciones éticas de manera autónoma. Puesto que, a diferencia de los humanos, las máquinas presentan unos mecanismos para tomar decisiones que carecen de capacidad de análisis de la situación. Tampoco conciben la idea de bienestar humano o dignidad, claves en la toma de decisiones éticas humanas. Estas carencias llevan a iniciar debates como el de la responsabilidad de la inteligencia artificial. Así como en los humanos, este concepto va muy ligado con la idea de castigo o sanción; a los agentes autónomos o robots no se los puede multar o condenar; sin embargo, sus errores pueden comportar consecuencias graves en la sociedad. Es por eso, que se reclama la transferencia de este compromiso a colectivos sociales, como son a los mismos desarrolladores y programadores, pero también a todas las partes interesadas y que hacen uso de estos. Así pues, la ética del diseño sigue siendo una pieza fundamental en el desarrollo de estas nuevas tecnologías, a fin de determinar aquellos límites morales que más convienen a la sociedad y establecer una IA beneficiaria para toda la sociedad.

## Facebook y Meta
Facebook, o más bien Meta Platforms, la empresa matriz de Facebook, es actualmente uno de los principales sitios de redes sociales, desde principios de la década de 2010 hasta la actualidad (2022).Se han planteado una variedad de temas, que van desde problemas de privacidad hasta quién es responsable de las interacciones sociales no saludables y otros comportamientos dañinos hasta la promoción intencional de desinformación en la plataforma. Los problemas recientes, como las filtraciones de datos de Facebook y la proliferación de noticias falsas, resaltan las desventajas de las redes sociales cuando caen en las manos equivocadas. A continuación se muestran ejemplos de varios problemas éticos que han surgido en relación con Facebook a lo largo de los años.

#### Federal Trade Commission v. Facebook
Una reciente entrevista de Forbes realizada el 22 de octubre de 2021 por Curt Steinhorst, colaborador de Forbes, a Michael Thate, profesor de ética empleado en la Universidad de Princeton, afirma que, además del fallo "Federal Trade Commission v. Facebook", que determinó que Facebook había realizado comportamientos anticompetitivos no éticos al adquirir sus plataformas competidoras Instagram y WhatsApp, "Facebook desarrolló un algoritmo para capturar la atención e información de los usuarios en una plataforma que sabían que promovía comportamientos poco saludables". En primer lugar, la adquisición no ética de plataformas de redes sociales competidoras más pequeñas restringe las prácticas de libre mercado y limita las opciones de los usuarios en, al menos en este caso, a qué redes sociales eligen acceder. Además del aspecto antimonopolio, la promoción de comportamientos y estilos de vida poco saludables para aumentar la participación de los usuarios en la plataforma es considerada por Michael Thate como una preocupación ética, ya que los usuarios de la plataforma de redes sociales se enfrentan a una elección entre mantener un estilo de vida saludable y participar en la plataforma de redes sociales diseñada para mantenerlos en el sitio y comprometidos activamente, sin importar su impacto en el bienestar del usuario.

#### El algoritmo de Facebook
El 4 de octubre de 2021, CBS News entrevistó a Frances Haugen, denunciante y ex empleada de Facebook, quien reveló que Facebook estaba al tanto de diversas prácticas éticas preocupantes. "Las denuncias dicen que la propia investigación de Facebook muestra que amplifica el odio, la desinformación y la agitación política, pero la compañía en cuestión oculta lo que sabe. Una denuncia alega que el Instagram de Facebook perjudica a las adolescentes". Todas estas diversas prácticas no éticas se emplearon una vez más para promover un mayor compromiso de los usuarios con la plataforma de redes sociales. Frances Haugen declaró en la entrevista: "Lo que vi una y otra vez en Facebook fueron conflictos de intereses entre lo que era bueno para el público y lo que era bueno para Facebook. Y Facebook, una y otra vez, eligió optimizar sus propios intereses, como ganar más dinero". Un artículo escrito el 10 de febrero de 2021 por Paige Cooper describe cómo el algoritmo de Facebook ha cambiado a lo largo de los años y destaca los cambios realizados por Facebook para priorizar las interacciones emocionales en el sitio.

#### Facebook-Cambridge Analytica
Durante la década de 2010, la firma británica de consultoría política Cambridge Analytica, en colaboración con Facebook, recopiló información y datos personales de más de 87 millones de usuarios sin ningún tipo de consentimiento, según un artículo del New York Times titulado "Cambridge Analytica y Facebook: el escándalo y sus repercusiones hasta ahora". Los datos obtenidos ilegalmente se utilizaron en la campaña presidencial de Donald Trump en 2016 para desarrollar anuncios personalizados y mensajes de campaña basados en los datos proporcionados por Cambridge Analytica. Un artículo escrito por The Guardian el 18 de marzo de 2021 entrevistó a Christopher Wylie, un denunciante de Cambridge Analytica. En la entrevista, Wylie afirmó que los datos que le entregaron fueron obtenidos legalmente y que él y otros análisis académicos desconocían la forma en que se obtuvieron los datos utilizados en los perfiles psicológicos.

## Áreas de Investigación Tecnológica Ética

### Ética de la biotecnología
La ética de la biotecnología se ocupa de los dilemas éticos que rodean el uso de las biotecnologías en campos como la investigación médica, la atención médica y las aplicaciones industriales. Temas como la ética de la clonación, la ética de la salud electrónica, la ética de la telemedicina, la ética de la genética, la neuroética y la ética del deporte y la nutrición entran en esta categoría; ejemplos de problemas específicos incluyen los debates en torno a la eutanasia y los derechos reproductivos.
La telemedicina es una tecnología médica que se ha utilizado para mejorar la atención clínica mediante el uso de videoconferencias, mensajes de texto y aplicaciones. Con la ventaja de la telemedicina, surgen preocupaciones sobre sus desventajas, como las amenazas a la privacidad del paciente y las regulaciones de HIPAA estadounidenses. Los ciberataques en el sector de la salud son una preocupación importante al implementar tecnología, ya que se deben tomar medidas para mantener segura la privacidad del paciente. Un tipo de ciberataque es el secuestro de dispositivos médicos, también conocido como "medjack", donde los hackers pueden alterar la funcionalidad de los implantes y exponer el historial médico del paciente. Al implementar tecnología, es importante verificar las debilidades que pueden causar vulnerabilidades al hackeo.
El uso de la tecnología en la ética también se convierte en un factor clave al considerar la inteligencia artificial (IA). La IA no se ve como una herramienta neutral, y se han establecido políticas para garantizar que no se utilice de manera indebida bajo sesgos humanos. Aunque la IA es una herramienta valiosa en medicina, las políticas éticas actuales no están a la altura para acomodar la IA, ya que es un enfoque multidisciplinario. La IA en el ámbito de la salud no está disponible para tomar decisiones clínicas, sin embargo, puede brindar asistencia en cirugías, imágenes, etc.

### Tecnología Ética y Cognición
Esta área de investigación tecnológica ética se ocupa de la relación entre la tecnología y la mente humana, los agentes artificiales y la sociedad. Los temas de estudio que se englobarían en esta categoría son la moralidad artificial y los agentes morales, los sistemas tecnológicos éticos y la adicción tecnológica.
Un agente artificial describe cualquier tipo de tecnología que se crea para actuar como un agente, ya sea por su propia capacidad o en nombre de otro agente. Un agente artificial puede tratar de avanzar en sus propios objetivos o en los de otro agente.

### Vigilancia masiva
La ética detrás de la vigilancia masiva se ha convertido en un tema ético altamente discutido en el siglo XXI, especialmente en Estados Unidos debido a la tragedia del 11 de septiembre de 2001. Algunas áreas de preocupación ética involucran la privacidad, la discriminación, la confianza en el gobierno, la infracción de los derechos otorgados por el gobierno/derechos humanos básicos, los conflictos de intereses, la estigmatización y la intrusividad. Muchos de estos temas éticos en el período de tiempo entre 2001 y 2021 se han convertido en el tema principal de discusión en muchas leyes recientes en todo el mundo. Poco después del 11 de septiembre, cuando Estados Unidos comenzó a temer la idea de que pudieran ocurrir más ataques terroristas en suelo estadounidense, se aprobó una ley en octubre de 2001 conocida como la Ley Patriota, que fue una de las primeras leyes de vigilancia masiva más importantes aprobadas en Estados Unidos.
Años más tarde, Europa comenzaría a seguir el ejemplo con su propio conjunto de leyes de vigilancia masiva después de una serie de ataques terroristas. 
- Francia: Después de los ataques terroristas de 2015 en Francia, el gobierno francés avanzaría en la aprobación de la Ley Internacional de Comunicaciones Electrónicas. Esta ley reconocería el poder de la Dirección General de Seguridad Exterior de Francia, permitiéndoles recopilar, monitorear e interceptar todas las comunicaciones enviadas o recibidas en territorio francés.[70]
- En 2016, Reino Unido aprobaría la Ley de Poderes Investigativos de 2016, una ley que permitía al GCHQ participar en la adquisición, interceptación y manipulación de equipos de comunicación/sistemas enviados por cualquier persona en territorio británico.[71]
- Finalmente, en 2016, se aprobó en Alemania otra ley similar a la Ley de Poderes Investigativos que se llamó Ley de Recopilación de Inteligencia en Comunicaciones. Esta ley permitía a la comunidad de inteligencia alemana recopilar comunicaciones de ciudadanos extranjeros mientras estaban en territorio alemán.[72]
- En 2021, Australia aprobó una ley conocida como la Enmienda a la Legislación de Vigilancia, que otorgaba a la Policía Federal Australiana y a la Comisión Australiana de Inteligencia Criminal el derecho a modificar o eliminar datos de presuntos delincuentes, recopilar información de inteligencia sobre redes delictivas y, finalmente, ingresar forzosamente a la cuenta en línea de un presunto delincuente.[73]

Después de que estas leyes fueron aprobadas en toda Europa y más tarde en Australia, comenzaron a surgir una serie de protestas relacionadas con las leyes, ya que los ciudadanos de cada país sentían que infringían sus derechos de privacidad.
Sin embargo, en el año 2020, durante el punto más álgido de la pandemia de COVID-19, el ambiente ético en relación a la vigilancia de la salud pública comenzó a ocupar un lugar central debido a su uso generalizado durante la pandemia. El propósito de esta vigilancia masiva era recopilar datos sobre la transmisión del COVID-19. Sin embargo, muchos argumentaron que esta forma de vigilancia infringía su privacidad y sus derechos humanos básicos. Otra preocupación en relación a este nivel de vigilancia era la falta de políticas gubernamentales o institucionales que abordaran los desafíos éticos en torno a la vigilancia masiva para rastrear la propagación de una pandemia.
El uso de esta vigilancia masiva se llevó a cabo a una escala mucho mayor en comparación con algunas de las otras leyes aprobadas en años recientes, ya que tenía un enfoque más global debido a la necesidad de detener la propagación del COVID-19. Por ejemplo, el 16 de marzo de 2020, el gobierno de Israel permitió regulaciones de emergencia para el rastreo masivo de la ubicación de los ciudadanos con el fin de frenar la propagación de la enfermedad. Singapur y Taiwán también implementaron algo similar, aunque su método de vigilancia masiva permitía a las agencias encargadas de hacer cumplir la ley supervisar las órdenes de cuarentena.

### Diseño Ético de la Tecnología
El diseño ético de las Tecnologías de la Información y la Comunicación (TIC) se refiere a la práctica de incorporar principios éticos y consideraciones morales en el desarrollo y la implementación de tecnologías de la información y la comunicación.
El diseño ético de las TIC busca abordar cuestiones fundamentales relacionadas con la privacidad, la equidad, la transparencia y la responsabilidad social.
Los principios clave del Diseño Ético son:
1. Privacidad y Seguridad: El diseño ético se centra en proteger la privacidad de los usuarios y garantizar la seguridad de sus datos. Esto implica adoptar medidas de seguridad robustas y transparentes.
2. Equidad e Inclusión: Busca mitigar cualquier sesgo o discriminación inherente en las tecnologías, asegurándose de que sean accesibles y beneficiosas para todos, independientemente de su origen, género, orientación sexual o capacidad.
3. Transparencia y Responsabilidad: Promueve la transparencia en la toma de decisiones al revelar cómo se recopilan, utilizan y comparten los datos. Además, aboga por la responsabilidad de los desarrolladores y las empresas en caso de consecuencias negativas.
4. Sostenibilidad: El diseño ético considera el impacto ambiental y social de las TIC, favoreciendo soluciones sostenibles y respetuosas con el medio ambiente.

El diseño ético de la tecnología es un área de estudio de reciente creación dentro del diseño tecnológico. Las compañías tecnológicas que diseñan sus productos y servicios tienen una responsabilidad moral de llevar a cabo sus diseños de tal forma que causen el menor impacto o daño en los usuarios. Cuando hablamos de causar menos impacto o daño, el diseño ético de la tecnología está hablando de un diseño de la tecnología que explota nuestras vulnerabilidades psicológicas. Muchas veces el diseño de la tecnología que ha sido creada para servir necesidades, realmente ha sido diseñada para persuadir y atrapar la atención y el comportamiento. El diseño ético de la tecnología trata de evitar que la tecnología secuestre las mentes y atención.

### Evaluación y Diseño Tecnológico Ético
La evaluación tecnológica ética (TEA) es un enfoque interdisciplinario y basado en sistemas para evaluar los dilemas éticos relacionados con la tecnología. Tienen como objetivo orientar las acciones relacionadas con la tecnología en una dirección ética, avanzando en el conocimiento de las tecnologías y sus efectos. Además producen una comprensión compartida del conocimiento, los valores, las prioridades y otros aspectos éticos asociados con la tecnología.
Las TEA involucran cinco pasos clave:
1. Evaluar los fines previstos y los posibles efectos secundarios de la tecnología para discernir su valor global (interés).
2. Comparar los medios y los fines previstos en términos de aspectos técnicos y no técnicos (morales y sociales).
3. Rechazar aquellas acciones en las que la producción (valor global) no equilibre la entrada en términos de eficiencia y equidad.
4. Considerar perspectivas de todos los grupos de interesados.
5. Examinar las relaciones tecnológicas en diversos niveles (biológico, físico, psicológico, social y ambiental).[3]

El diseño tecnológico ético (TED) se refiere al proceso de diseñar tecnologías de manera ética, involucrando a los interesados en esfuerzos de diseño participativo, revelando relaciones tecnológicas ocultas o tácitas e investigando qué hacen posibles las tecnologías y cómo las personas las utilizarán. El TED involucra los siguientes cuatro pasos:
1. Asegurarse de que los componentes y relaciones dentro del sistema tecnológico sean comprendidos explícitamente por quienes están en el contexto de diseño.
2. Realizar una TEA para identificar conocimientos técnicos relevantes.
3. Optimizar el sistema tecnológico para satisfacer las necesidades e intereses de los interesados y las personas afectadas.
4. Consultar con representantes de los grupos de interesados y afectados para establecer consenso sobre cuestiones clave de diseño.

Tanto la TEA como el TED se basan en la teoría de sistemas, una perspectiva que conceptualiza la sociedad en términos de eventos y sucesos resultantes de investigar las operaciones del sistema. La teoría de sistemas asume que las ideas complejas pueden estudiarse como sistemas con diseños y propiedades comunes, que pueden explicarse aún más utilizando metodología de sistemas. El campo de la tecnología ética considera que las tecnologías son sistemas autorreproductores que se basan en recursos externos y se mantienen a través de la creación de conocimiento. Estos sistemas, de los cuales los seres humanos forman parte, están en constante cambio a medida que las relaciones entre la tecnología, la naturaleza y la sociedad cambian. La TEA intenta obtener el conocimiento, los objetivos, las entradas y las salidas que componen los sistemas tecnológicos. Del mismo modo, el TED permite a los diseñadores reconocer la complejidad y el poder de la tecnología, incluir hechos y valores en sus diseños y contextualizar la tecnología en términos de lo que hace posible y lo que la hace posible.

## Tecnoética Organizacional
Los avances recientes en tecnología y su capacidad para transmitir grandes cantidades de información en poco tiempo han cambiado la forma en que se comparte información entre compañeros y gerentes en organizaciones de todo el mundo. 
A partir de la década de 1980, con las tecnologías de la información y las comunicaciones (TIC), las organizaciones han experimentado un aumento en la cantidad de tecnología en la que dependen para comunicarse dentro y fuera del lugar de trabajo. Sin embargo, estas implementaciones de tecnología en el entorno laboral generan diversas preocupaciones éticas y, a su vez, la necesidad de un análisis más profundo de la tecnología en las organizaciones. Como resultado de esta tendencia creciente, ha surgido una subsección de la tecnología ética conocida como tecnología ética organizacional para abordar estos problemas.